# اعتراضات حفاری قطب شمال در سیاتل

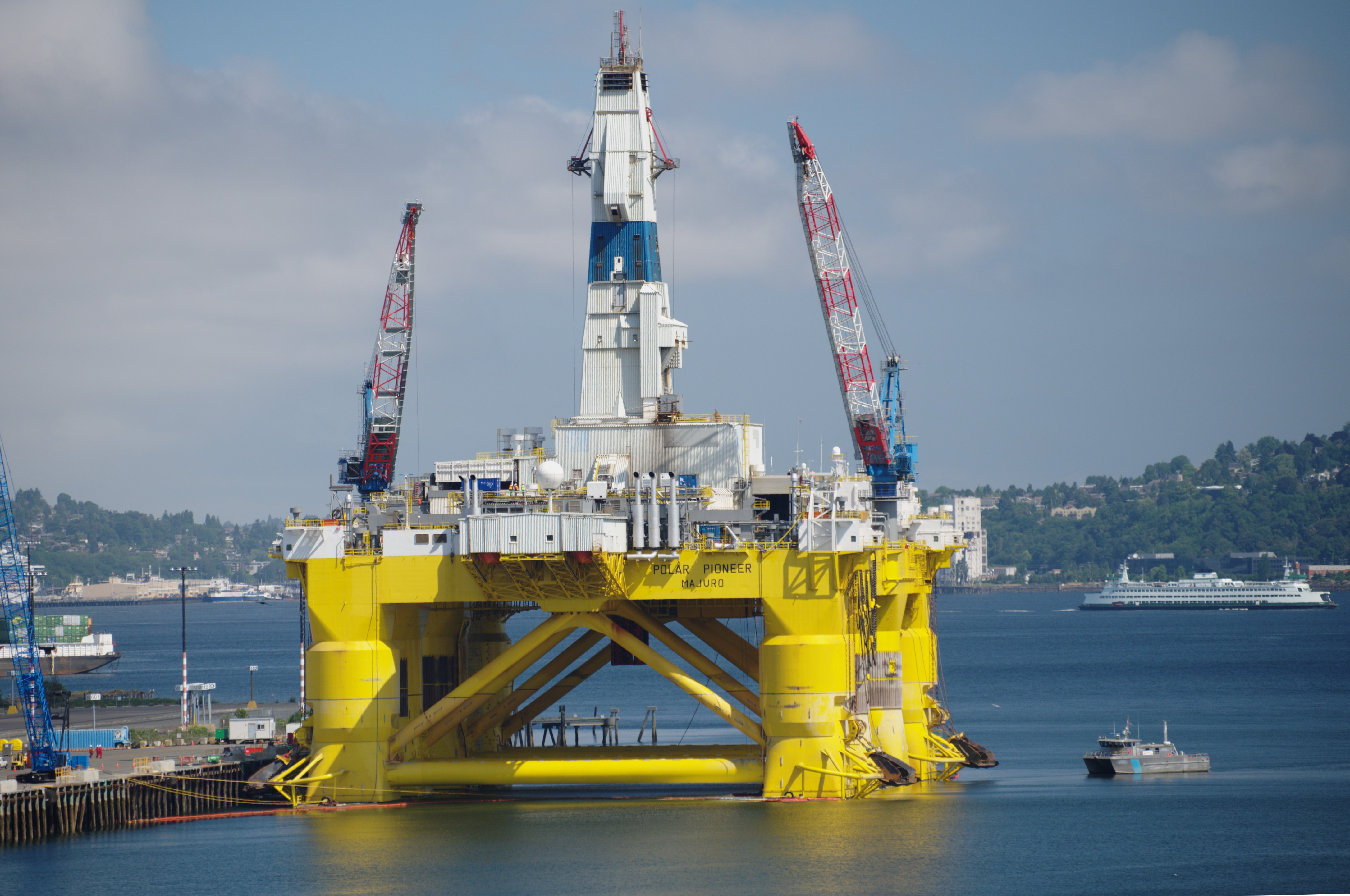
حفاری فراساحل در بندر سیاتل

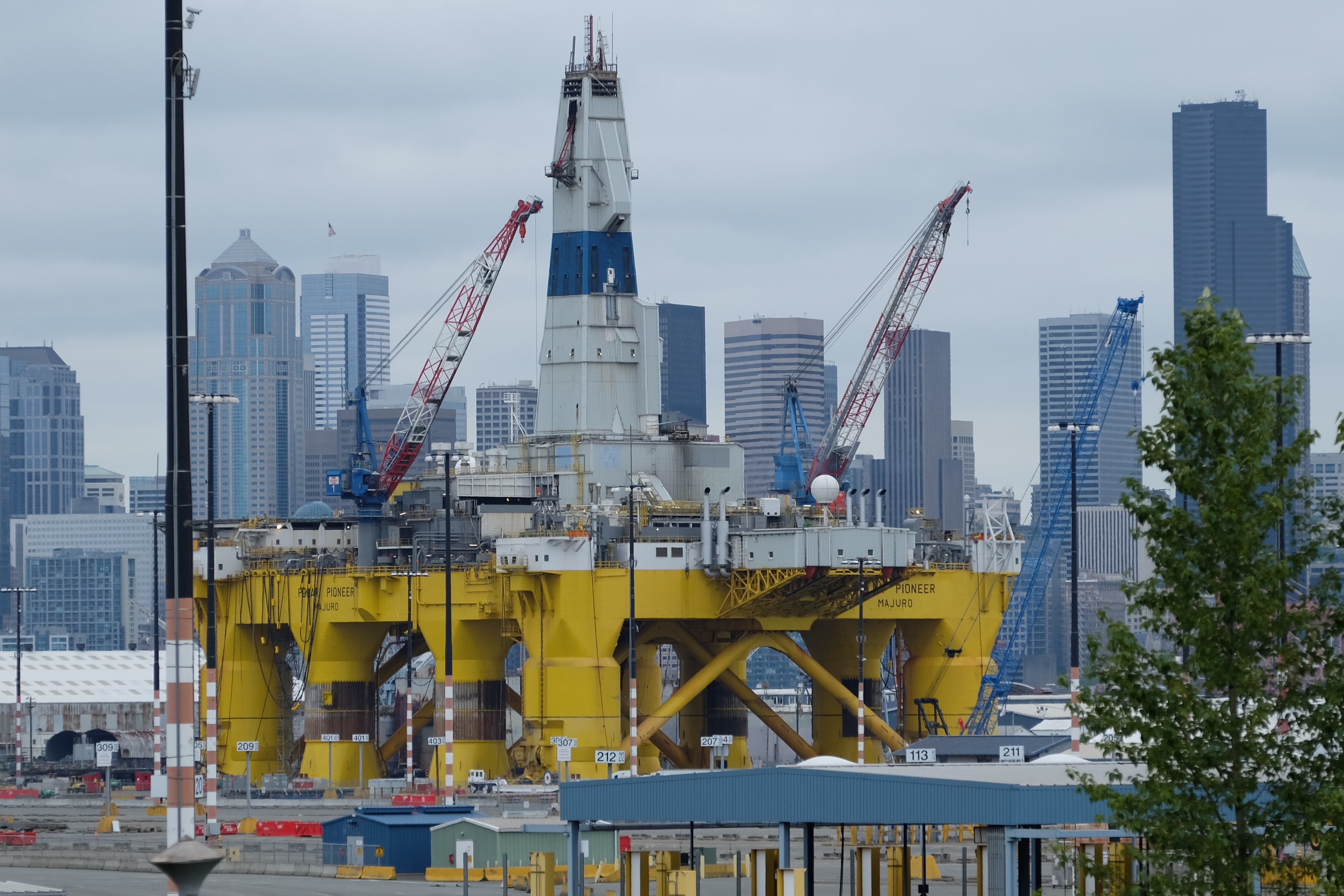
حفاری در ترمینال ۵ بندر سیاتل در ۲۰۱۵

اعتراضات به حفاری قطب شمال که در سال ۲۰۱۵ در سیاتل آمریکا آغاز شد. در پاسخ به این خبر بود که مقامات بندر سیاتل قراردادی با رویال داچ شل برای نصب شناورهای حفاری و اکتشاف نفت در ترمینال ۵ این بندر (T5) برای کار در خارج از فصل اکتشاف نفت در آب‌های شمالگان آلاسکا بسته‌اند. صدها نفر از معترضان با کایاک و سایر قایق‌های کوچک به خلیج الیوت رفتند. این موضوع هم به عنوان تظاهرات و هم برای متوقف کردن اسکله کشتی حفاری فراساحل شل در ترمینال ۵ بود. رسانه‌های اجتماعی و خبری این تظاهرکنندگان در آب را کایاکتیویست لقب دادند.

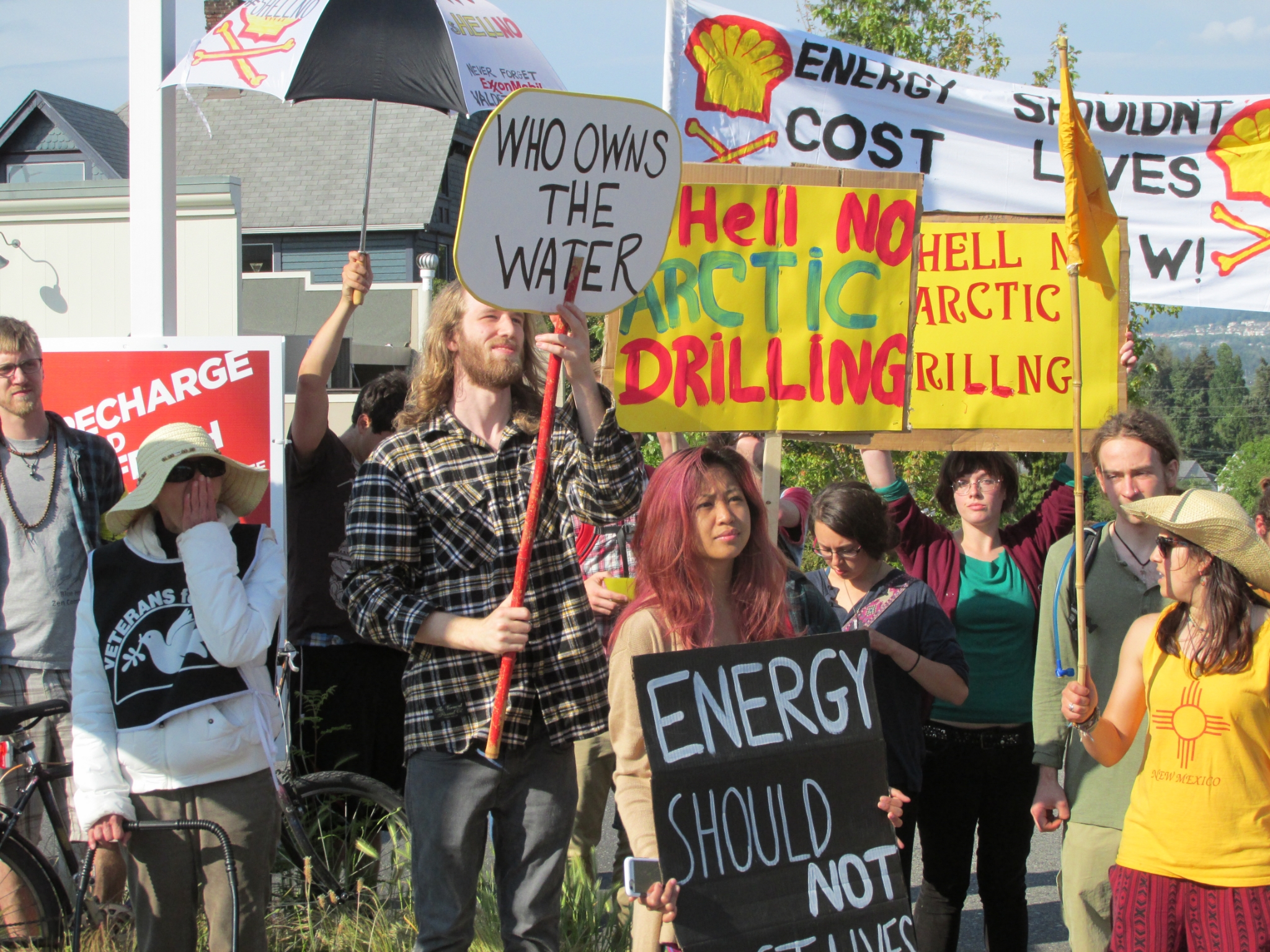
معترضان در بلینگهام

در تاریخ ۲۷ سپتامبر ۲۰۱۵ کمپانی شل اعلام کرد که اکتشافات آنها در تابستان ۲۰۱۵ «ناامید کننده» بوده‌است و اینکه آنها اکتشافات نفتی بیشتر در قطب شمال را «برای آینده قابل پیش‌بینی» رها می‌کنند.
- «تمام علوم به این واقعیت اشاره می‌کنند که نفت یک فناوری باستانی در این مرحله است. این یک فناوری پایدار برای سرمایه‌گذاری بیشتر نیست.»
- «برای اینکه سیاتل یک شهر دریایی پر رونق و پایدار باقی بماند، نمی‌تواند همچنان یک تنش و محیط خصمانه را به سمت بندر و دریانوردی ما بگذارد.»

## تاریخچه
سیاتل از ۱۹۸۶ مرکز اصلی تأمین و سکوی عزیمت کسانی بود که برای تب طلای کلوندایک به آلاسکا و یوکان می‌رفتند، بنابراین سیاتل نقطه مهمی بود برای تأمین و بهره‌برداری از منابع طبیعی و عزیمت به منطقه آلاسکا. تصور برخی از شهروندان آلاسکا این بود که سیاتل به‌رغم تلاشی که برای ایجاد انگیزه در شهروندان جهت اخذ تابعیت آلاسکا می‌کند در پی اعمال نفوذ بی‌مورد بر سرزمین آن‌ها است، که البته این تابعیت در ۱۹۵۸ محقق شد و پس از اینکه نفت در ۱۹۶۸ در پرودو بی، آلاسکا کشف شد، باعث شد سیاتل نقش اساسی در صنعت نفت آلاسکا داشته باشد.
در تابستان ۲۰۱۲، شرکت شل، تمرین‌های با کشتی یخ‌شکن کولکو و شناور حفاری نوبل دیسکاور را در سیاتل نوسازی کرد. به گفته این شرکت برای این کار ۴۰۰ کارگر کشتی‌سازی استخدام کرده و ۲۰۰ میلیون دلار برای اقتصاد محلی هزینه کرده‌است. این کشتی‌ها برای استفاده در اکتشاف نفت در دریاهای بوفورت و چوکچی در سواحل شمالی آلاسکا بود، که در صورت موفقیت می‌توانستند تولید آن را زودتر از سال ۲۰۲۳ آغاز کنند. صلح سبزبا این برنامه‌ها مخالفت کرد و هم‌چنین برخی از مردم بومی اینوپیات (از شمال آلاسکا) گفتند که علیرغم منافع اقتصادی‌شان، آنها از آسیب‌دیدن محیط زیست اقیانوس که از نظر غذا به آن وابسته هستند ترس دارند. مدیر دهکده یوتکیاجویک (بارو سابق) در ایالت آلاسکا گفت: «ما با این توسعه دریایی مخالف هستیم زیرا اقیانوس برای زندگی معیشتی ما مانند باغ ما است در اینجا یعنی در قطب شمال.»
در ژانویه ۲۰۱۳ کشتی حفاری کولکو به گل نشست و باید نجات داده می‌شد، تا اینکه وزارت کشور ایالات متحده آمریکا دستور داد که شل تا حل مشکلات ایمنی خود، کارش را متوقف کند. شل در گزارش وزارت کشور مورد انتقاد قرار گرفت، که به نظارت ناکافی بر پیمانکاران فرعی توسط مدیریت شل و عدم آمادگی برای کار در شرایط قطب شمال اشاره داشت.  

## نگارخانه اسکله حفاری قطب شمال

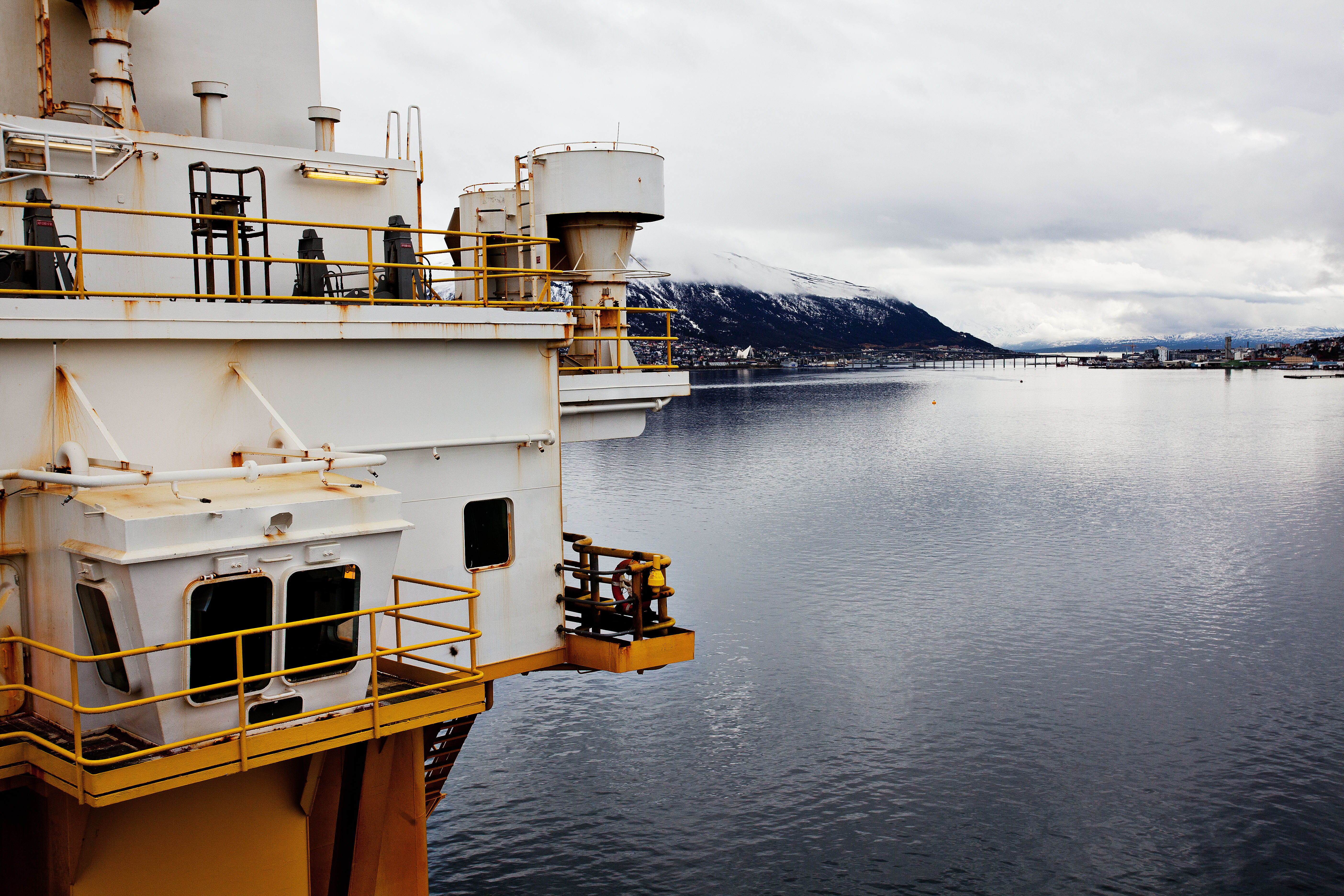
The Shell Polar Pioneer in Norway in 2011
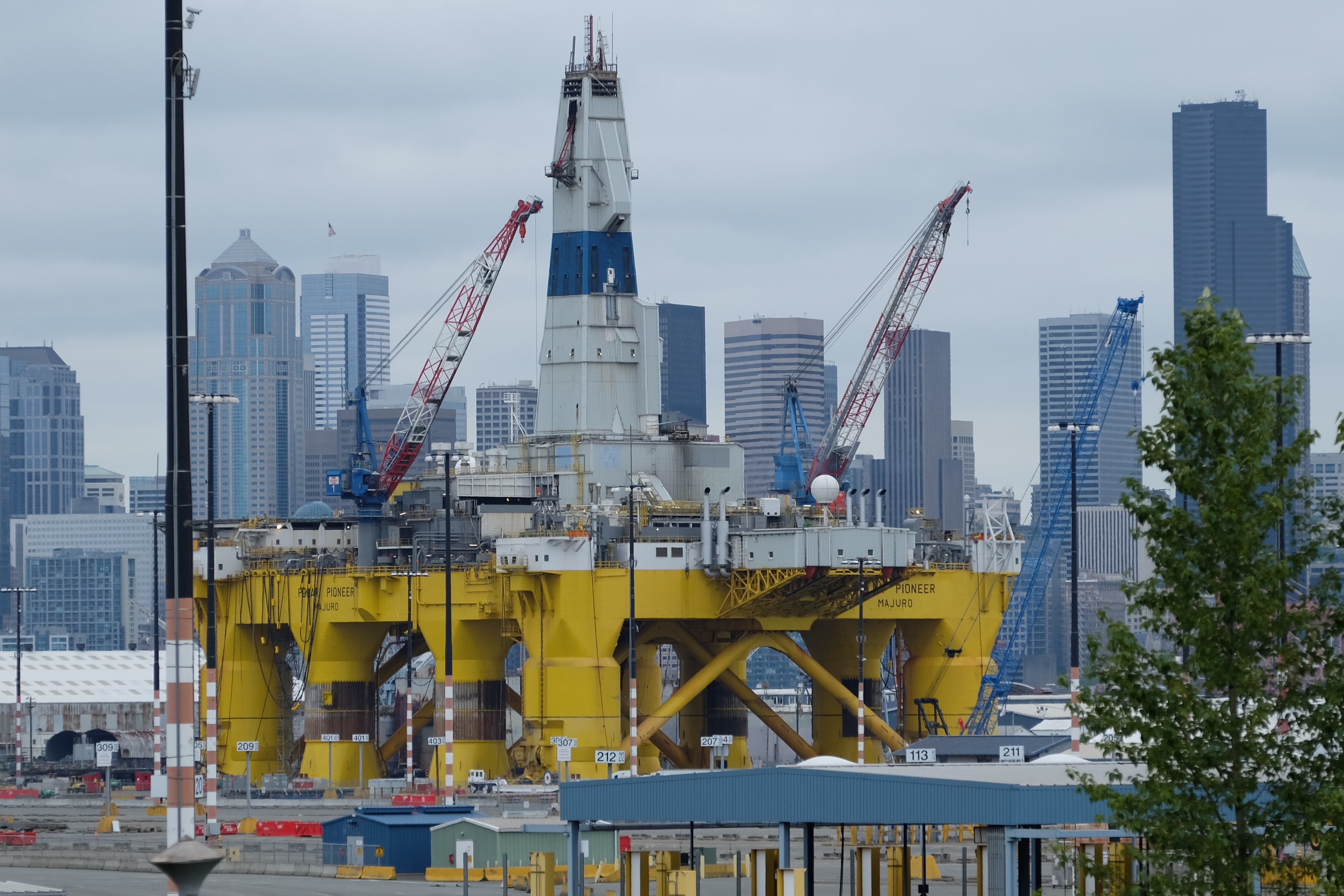
Polar Pioneer at Terminal 5 in 2015
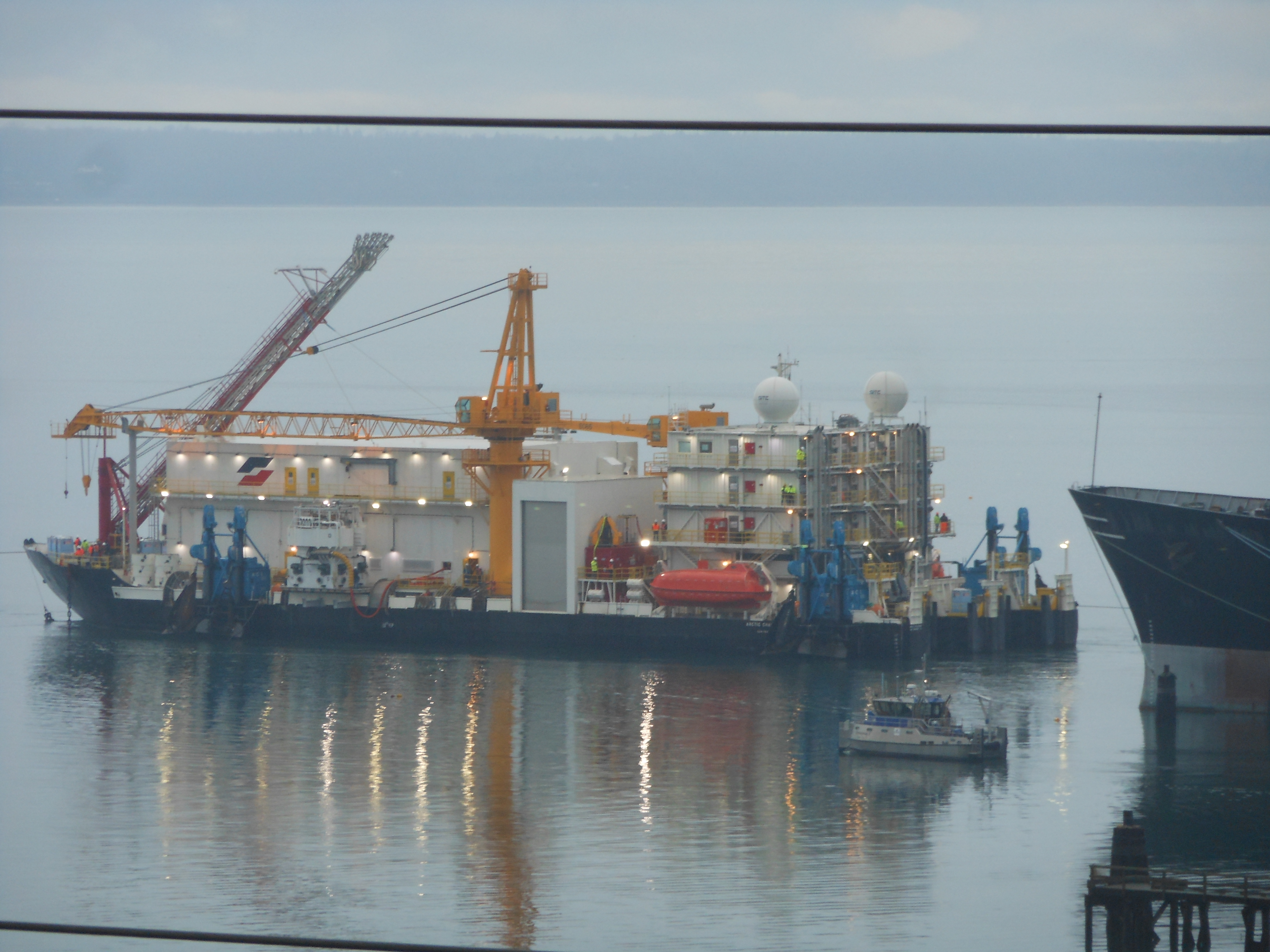
The Arctic Challenger blowout containment vessel, in Bellingham in 2012
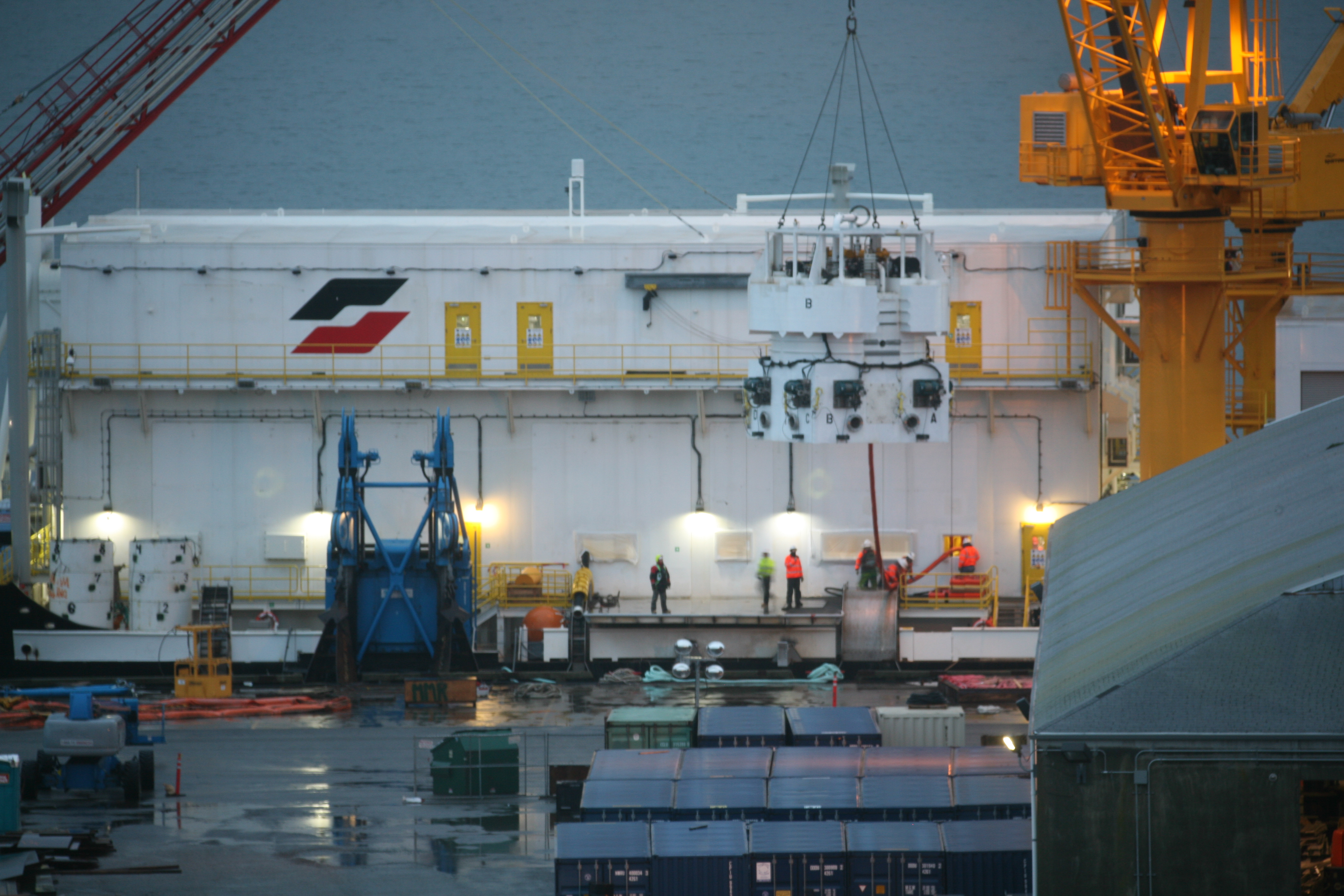
Arctic Challenger's containment dome
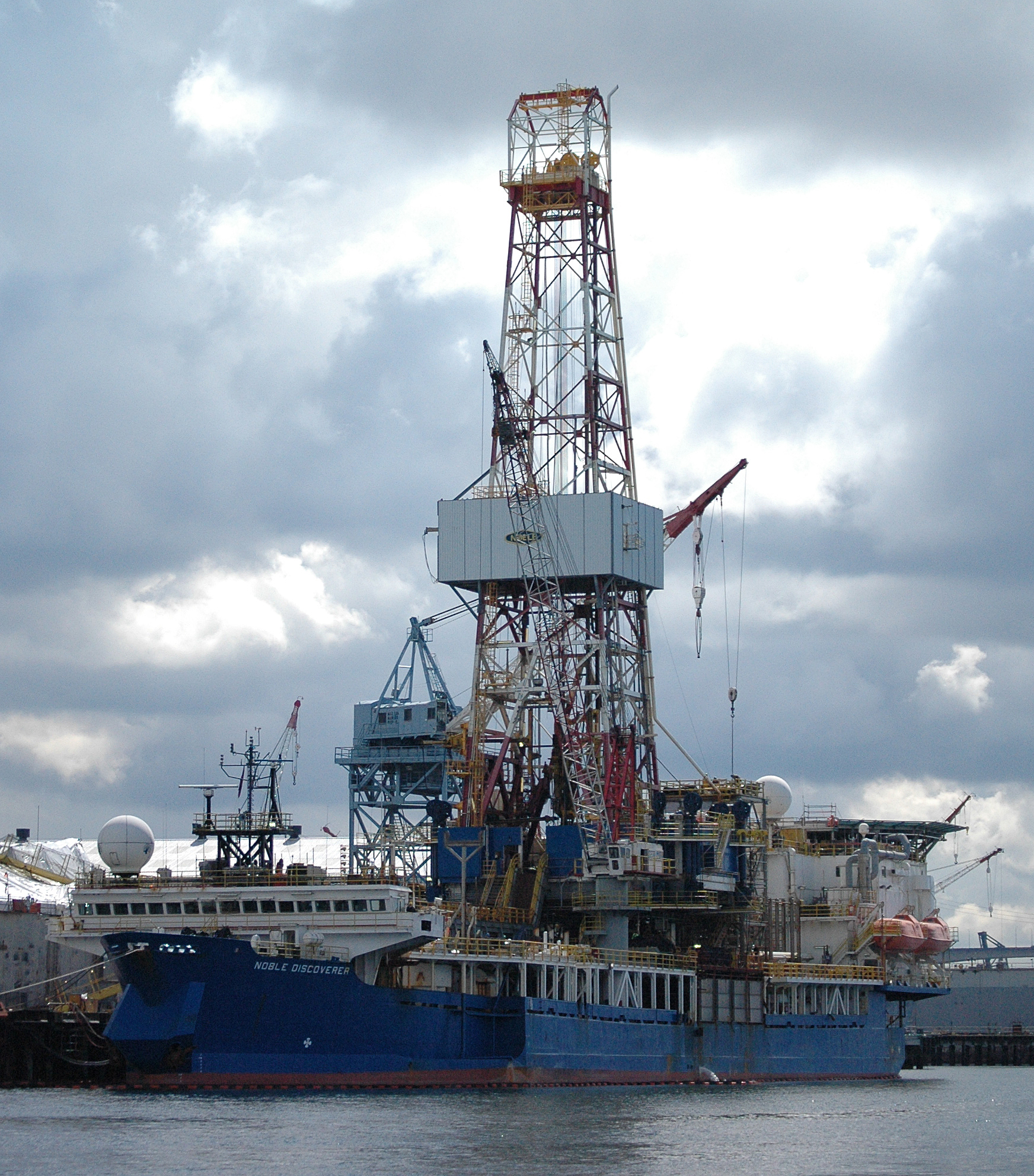
The Noble Discoverer drillship in Seattle in 2012
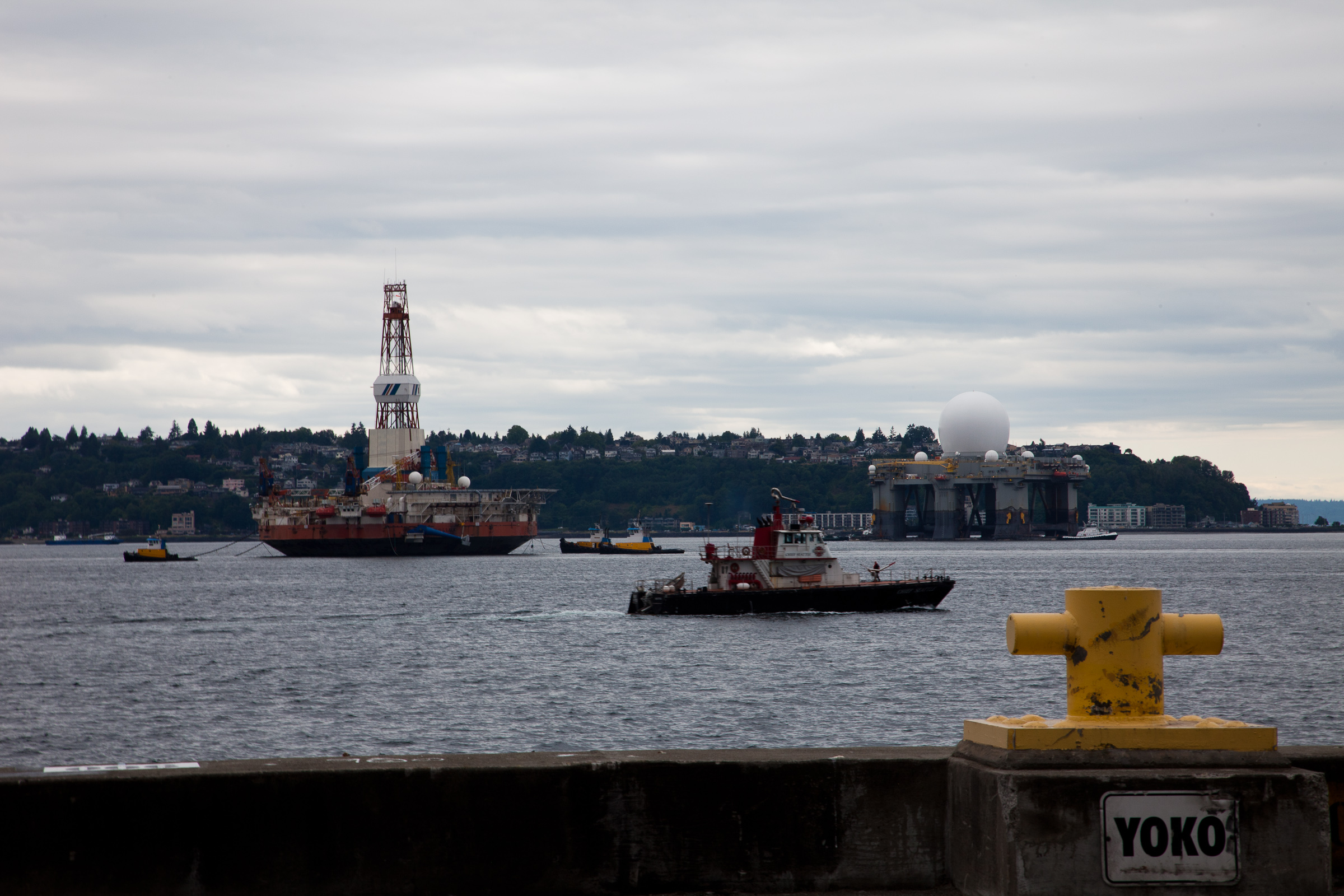
The Kulluk in Elliott Bay in 2012
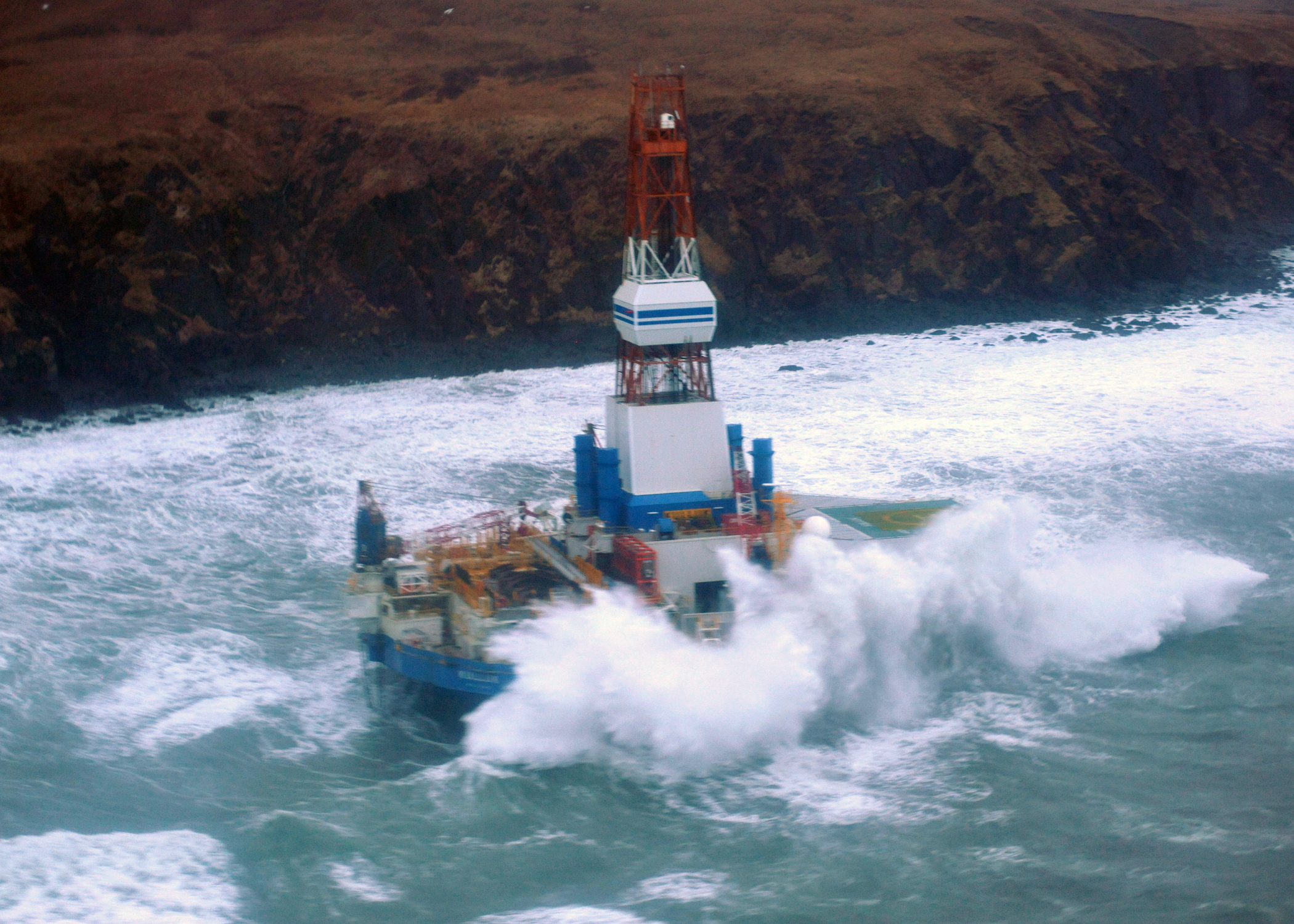
The Kulluk after running aground in January 2013